# Pont-de-Veyle
Pont-de-Veyle es una comuna francesa del departamento de Ain, en la región de Auvernia-Ródano-Alpes.

## Geografía
Su aglomeración urbana incluye Crottet y Laiz y tiene una superficie de 24,37 km². 

## Demografía
| 1 364 | 1 152 | 1 076 | 991 | 1 023 | 969 | 1 037 | 1 144 | 1 177 | 1 253 | 1 421 | 1 484 | 1 611 |
| Para los censos de 1962 a 1999 la población legal corresponde a la población sin duplicidades (Fuente: INSEE [Consultar]) |       |       |     |       |     |       |       |       |       |       |       |       |

## Hermanamientos
- Straubenhardt (Alemania)